# Triphyllia elongatus
Triphyllia elongatus är en skalbaggsart som först beskrevs av Leconte 1875.  Triphyllia elongatus ingår i släktet Triphyllia och familjen skinnsvampbaggar. Inga underarter finns listade i Catalogue of Life.